# Nour Ali Elahi
Pour les articles homonymes, voir Elahi.
Nur Ali Elahi (var. Nūr ‘Alī Ilāhī, Nour Ali Elahi), en persan : نورعلی الهی, plus connu aujourd'hui sous le nom d'Ostad Elahi (استاد الهی), est un penseur spirituel, musicien et haut magistrat iranien né le 11 septembre 1895 au Kurdistan iranien et mort le 19 octobre 1974 à Téhéran.
Sa pensée du perfectionnement spirituel, qu’il qualifie de « nouvelle médecine de l’âme », conjugue une vision métaphysique héritée des grandes traditions religieuses avec les exigences d’une réflexion rationnelle sur les fondements de l’éthique et les conditions de sa mise en œuvre dans le contexte de la vie moderne.

## Biographie

### Les premières années
Nur Ali Elahi est né à Jeyhounabad (en), un petit village kurde près de Kermanshah. Son père, Hajj Nematollah (1871-1919), était un mystique et un poète, figure des Ahl-e Haqq, et respecté tel un saint. Dès son plus jeune âge, il mena une vie d'ascèse, à l'écart de la société, soumis à une discipline rigoureuse sous la supervision de son père avec une attention particulière pour le mysticisme, la musique, et l'éthique. En plus de son éducation religieuse et morale, il eut droit à l'éducation classique de l'époque. C'est durant sa jeunesse, dévouée à l'étude et la contemplation qu'il établit les bases de sa philosophie et ses réflexions spirituelles.
Lorsque son père décéda en 1919, Nur Ali Elahi conclut que l'ère de la spiritualité classique touchait à sa fin, et que la quête du perfectionnement spirituel n'avait plus sa place au sein du milieu tranquille et reclus où il faisait son ascèse. Nur Ali Elahi était persuadé que la spiritualité se devait d'être pratiquée au sein d'une vie active et productive au milieu de la société, c'est pourquoi à l'âge de 24 ans, il abandonna sa vie d'ascèse pour tester ses principes éthiques dans le milieu parfois cruel de la société. Il s'installa à Téhéran, où il coupa ses longs cheveux et sa barbe qui, depuis sa naissance,  n'avaient jamais été coupés. Il remplaça ses robes traditionnelles par un costume au style occidental et se lança dans le service civil.

### Carrière juridique
Quelques années plus tard, alors que le pays était soumis à de nombreuses réformes gouvernementales, incluant un nouveau système judiciaire, Ostad Elahi s'engagea dans la toute nouvelle École Nationale de Jurisprudence, où il finit un cursus de 3 ans en seulement 6 mois, et reçut son diplôme avec honneurs en 1934.
Ostad Elahi commença ensuite une carrière juridique de 23 ans, où il commença juge de paix au Larestan, puis conseiller à la Cour d'Appel de Kermanshâh et enfin président à la cour d'assises de la province de Mazandaran. Il prit sa retraite en 1957 à l'âge de 62 ans et s'installa à nouveau à Téhéran.
Tout au long de sa carrière, Ostad Elahi dévoua son temps à ses études et recherches personnelles, en particulier en philosophie et théologie. Cette période de recherche métaphysique constitua ensuite les bases de ses œuvres ultérieures.

## Philosophie
« Arracher l’homme aux ténèbres du quotidien pour l’élever à la lumière Divine », telle est, selon André Chouraqui, l’orientation profonde de la pensée d’Ostad Elahi. En effet, Ostad Elahi a consacré l’essentiel de sa vie à répondre à la question de la place et de la finalité de l’être humain. La spiritualité, telle qu’il l’envisage, est animée par une idée centrale, celle du perfectionnement : elle est la connaissance qui permet à l’homme d’atteindre sa perfection, c’est-à-dire cet état où se trouve accomplie sa nature primordiale.
Ostad Elahi qualifie une telle spiritualité de « naturelle », non seulement parce qu’elle prend en compte la nature sociale de l’être humain, réconciliant de ce fait la quête spirituelle avec les exigences de la vie moderne, mais plus profondément, parce qu’elle s’attache à s’accorder au processus de maturation naturelle du soi.

Il résumera ainsi son approche fondamentalement pragmatique et expérimentale : 

« Tant que je n’ai pas mis en pratique quelque chose, il est impossible que je le prescrive aux autres. Rien ne sort de ma bouche que je n’aie examiné à fond ».
La pensée d’Ostad Elahi s’articule autour des concepts fondamentaux suivants : le perfectionnement, la bidimensionnalité de l'homme, la spiritualité comme médecine de l'âme, les fondements de l'éthique, le système des vies successives ascendantes et la relation au divin.

### Le perfectionnement
« Le perfectionnement de l’homme, c’est le perfectionnement de son âme céleste. »
À l’instar des grands philosophes de la tradition hellénistique et islamique, Ostad Elahi considère l’homme dans sa double dimension céleste et terrestre (âme-corps). L’enjeu spirituel de la venue de l’homme en ce monde est le perfectionnement de son âme ; c’est également un enjeu éthique, puisque ce perfectionnement se réalise concrètement à travers l’acquisition des qualités et vertus qui feront de lui un être humain véritable.
Le processus de perfectionnement est donc assimilable à un processus de transformation du soi appuyé sur la pratique et l’assimilation des principes éthiques originels, c’est-à-dire l’ensemble des principes émis par le Créateur et aptes à nourrir sainement l’âme humaine.

### La bidimensionalité de l’homme
Selon Ostad Elahi, l’homme possède une dimension visible et une dimension invisible :
Sa dimension visible est son corps, avec l’ensemble de ses besoins et instincts animaux.
Sa dimension invisible, son soi, est issue de la fusion de deux âmes : l’« âme terrestre » et l’« âme céleste ». L’âme terrestre anime le corps et soutient ses fonctions biologiques ; elle est également à l’origine de nos instincts, désirs, pulsions et émotions, qui sont les éléments caractériels de nature animale. L’âme céleste survit à la mort du corps biologique : elle est immortelle. Elle est le siège de la raison, de la créativité, de l’aspiration au bien et à l’absolu, de la foi, c’est-à-dire de tout ce qui en l’homme se distingue de l’animalité. Son origine est la source divine, qu’elle a le potentiel de rejoindre, au terme de son parcours de perfectionnement, dans un état de conscience, de connaissance et de bonheur total. L’âme céleste constitue la structure fondamentale de la personnalité humaine.
La psyché humaine est sujette à une tension incessante entre ces deux constituants, l’âme terrestre et l’âme céleste. L’âme terrestre est assimilable au ça décrit par la psychanalyse : elle recherche la satisfaction immédiate des pulsions, de manière purement égoïste, sans tenir compte du droit des autres et des conventions sociales et éthiques. L’âme céleste, qui est à la base de l’instance que nous identifions comme le moi, aspire naturellement à la transcendance ; elle est notamment le siège d’une volonté capable de transcender les pulsions animales et nuisibles.
À la différence de la voie ascétique empruntée par les mystiques du passé, et qui consistait à annihiler les pulsions et passions du corps par toutes sortes d’ascèses et de privations, le processus de perfectionnement spirituel décrit par Ostad Elahi passe par l’apprentissage progressif de la différence entre pulsions légitimes et pulsions illégitimes et nuisibles de l’âme terrestre, et par la maîtrise de ces dernières au moyen de la force de la volonté. Ce travail doit avoir lieu au contact de la source de stimulation principale de ces pulsions, à savoir la vie en société.
Le cadre du perfectionnement spirituel n’est donc autre que celui de l’existence sociale ordinaire. Tout l’enjeu de la vie terrestre consiste à rechercher l’équilibre entre ces deux parts conflictuelles, terrestre et céleste : recherche active qui se nourrit entre autres de la confrontation de chaque individu à lui-même par l’intermédiaire de l’environnement dans lequel il évolue.

### La spiritualité comme médecine de l’âme
Ostad Elahi définit alors la spiritualité comme la science dont le but est d’assurer la santé et le développement harmonieux du soi.
Il s’appuie pour ce faire sur un modèle de type biologique ou médical comparable à celui de l’osmose. Tout se passe comme si l’âme céleste et l’âme terrestre étaient séparées par une membrane osmotique sélective. Les âmes céleste et terrestre sont complémentaires, mais tandis que l’âme céleste est constituée d’éléments caractériels purs (mais immatures), l’âme terrestre, sommet de la perfection du règne animal, tend naturellement à l’envahir de ses éléments caractériels en excès.
L’analogie permet de déterminer plus précisément ce qu’il faut entendre par la « maîtrise » des pulsions de la part terrestre : il revient au moi de contrôler la perméabilité de cette membrane afin de ne laisser passer les éléments terrestres que dans des quantités qui permettent la croissance harmonieuse du soi.
En termes pratiques, cette régulation active se traduit par une recherche expérimentale de l’équilibre éthique dans les actions les plus quotidiennes. « La vie sur terre (pour l’homme) est pour lui comme un stage d’étude, parfois une thérapeutique, et l’éthique divine est sa médecine. »

### Les fondements de l’éthique
Pour Ostad Elahi, ce sont les qualités éthiques qui constituent la substance de la réalité spirituelle de tout être humain ; le sens du parcours terrestre est précisément de perfectionner cette substance jusqu’à la rendre « semblable » à la substance divine.
Pour autant, Ostad Elahi n’entend pas proposer une nouvelle morale ni une nouvelle théorie éthique ; il s’écarte d’ailleurs de toute vision par trop normative de la morale en mettant en avant la liberté de conscience et l’exercice de la raison. Il s’agit avant tout de dégager les processus objectifs du perfectionnement du soi.

L’éthique prend de ce point de vue un sens universel : elle a pour axe central le respect du droit d’autrui . 
« La clé de voûte de la vie en ce monde est le respect du droit d’autrui. » 
Ne pas enfreindre les droits d’autrui, au sens large, c’est l’idée autour de laquelle doivent s’ordonner la pensée, les actes, les intentions. C’est pourquoi la pratique spirituelle est indissociable d’un processus d’éducation de la pensée.
En travaillant sur le flux de sa pensée, l’homme peut orienter sa conduite, infléchir ses traits de caractère, développer toutes ses qualités humaines (attention à autrui, tolérance, altruisme…). Ce processus d’éducation de la pensée se construit d’une part par l’apprentissage des principes divins authentiques, et d’autre part par une connaissance et une expertise pratique acquises au cours de la lutte contre les tendances nuisibles et anti-éthiques du soi (le « soi impérieux »).
Il s’agit tout d’abord de prendre conscience de ses pulsions et de ses désirs, de se rendre attentif, par une observation quotidienne, aux mécanismes par lesquels nous allons à l’encontre de l’éthique.

Ensuite, il importe, par une pratique de l’éthique au quotidien, de contrecarrer les effets de ce « soi impérieux » : parvenir à respecter le droit d’autrui dans son comportement extérieur et dans sa parole, à s’acquitter de ses devoirs envers son entourage et la société, accomplir au mieux des actions désintéressées au bénéfice de ses semblables, etc. Ostad Elahi dit que tout individu a deux devoirs fondamentaux :
« s'éduquer soi-même et en faire bénéficier ses semblables ».

### Le système des vies successives ascendantes
« Le principe des vies successives est la clé qui ouvre l’accès au perfectionnement du soi. » 
Comme Ostad Elahi l’explique, « la fin ultime de chaque créature est de parcourir, entre le moment de son apparition à l’être et son retour à l’origine, les étapes nécessaires à son perfectionnement […] ».
Le travail de perfectionnement de l’âme est à ce point considérable qu’une seule vie terrestre n’y suffit généralement pas. Le parcours ascendant qui doit mener à la perfection est donc constitué d’étapes, c’est-à-dire d’autant de vies successives au cours desquelles l’âme peut bénéficier de conditions optimales en rapport avec son niveau de maturité et ce qu’il lui faut encore apprendre et assimiler.
À chaque fois qu’elle retourne sur terre, l’âme d’origine céleste est associée à un nouveau corps et à une nouvelle âme terrestre, elle-même plongée dans un certain milieu – d’où l’expression de corps-milieu. L’âme perd momentanément la mémoire de ce qu’elle a vécu dans ses vies précédentes, mais elle reste imprégnée des effets cumulés de ces vies passées, et notamment de ce qu’elle en a assimilé d’un point de vue spirituel.
À l’issue de chaque passage terrestre, l’âme séjourne pour un temps plus ou moins long dans un monde intermédiaire (l’« intermonde »), au cours duquel elle est « évaluée » et réorientée le cas échéant vers une nouvelle vie terrestre. Le délai de perfectionnement est limité et égal pour toutes les âmes en vertu du principe de justice et d’équité divine.
Selon Ostad Elahi, le principe des vies successives ascendantes – c’est-à-dire orientées dans le sens du perfectionnement, incompatibles avec toute régression à un stade inférieur, notamment infra-humain –, fournit une réponse au problème de la justice divine. En effet, si le parcours du perfectionnement se limitait à une seule vie terrestre, les différences de condition et de situation d’un individu à l’autre seraient telles qu’il y aurait contradiction avec l’idée de justice et d’équité, qui veut que toutes les créatures bénéficient des mêmes chances pour arriver à la perfection.
Le principe des vies successives ascendantes est donc un maillon indispensable du processus de perfectionnement. Il permet de concevoir que le corps-milieu dont est doté un individu à sa naissance, tout comme les événements heureux ou malheureux qui lui arrivent au cours de sa vie, sont essentiellement la conséquence de ses actions passées.
Au cours de ces étapes terrestres et dans le délai imparti, chacun est donc confronté différemment, mais de manière équitable, à la possibilité de développer intégralement en soi les vertus qui définissent l’humanité véritable, c’est-à-dire de réaliser les conditions qui le rendront capable de ressentir et d’apprécier la plénitude et le bonheur sans mélange qui accompagnent l’état de perfection.

### La relation au divin
Le dernier volet qu’il faut examiner est celui des conditions d’une pratique effective de l’éthique dans l’optique du perfectionnement spirituel. Ostad Elahi se fonde sur une analyse opératoire de la notion de foi développée dans la tradition des grandes religions.
En développant sa relation à la source transcendante qu’est le Divin, l’homme se rend capable de mener à bien la quête éthique indispensable au travail de perfectionnement.

À propos de l’enseignement d’Ostad Elahi, il est important de souligner l’interdépendance qui existe entre, d’une part, la conscience et l’agir éthique, et d’autre part l’expérience spirituelle en tant qu’elle implique la relation à une source transcendante : 
« Notre liaison avec la source des réalités spirituelles est ce qui transforme la pure conscience animale en une conscience pleinement humaine ; le résultat de cette liaison est que, quoi qu’une personne entreprenne, elle a tout de suite l’intuition que ce qu’elle fait est bon ou mauvais ».
En effet, c’est à travers cette relation avec le divin que l’homme peut tirer l’énergie indispensable à la lutte contre les instincts nuisibles du soi impérieux ainsi qu’au travail de réflexion et de compréhension qui accompagne toute pratique éthique. Sans cette énergie transcendante, proprement « métacausale », le travail de perfectionnement ne peut aboutir, car l’énergie psychique dont dispose l’être humain  en vertu de sa constitution n’est pas apte par elle-même à transformer des caractères humains en vertus authentiques.
Concrètement, la relation au divin implique de cultiver en soi le sentiment d’une entité infiniment bienveillante, omnisciente et omnipotente, autrement dit d’essayer de sentir en soi Sa présence, et de rechercher Son contentement en toute chose. Ostad Elahi voit dans cette démarche une forme de « méditation naturelle ».
L’« attention à la Source » constitue ainsi un des facteurs fondamentaux qui permettent d’inscrire la pratique éthique dans la durée : en développant une relation intérieure quotidienne à cette référence transcendante, l’être humain suscite et entretient en lui un désir du Bien ; il se rend apte à recevoir l’énergie métacausale qui lui permettra de développer ses vertus en parvenant à maîtriser les émotions et les pulsions qui le portent à nuire aux autres autant qu’à lui-même.

## Ouvrages
Ostad Elahi commença petit à petit à révéler son mode de pensée après sa retraite en 1957. C'est durant cette période de sa vie qu'il écrit et publia deux travaux traitant de la science religieuse et la spiritualité authentique, ainsi qu'un commentaire sur les Écrits de son père. L'aspect pratique de sa pensée, quant à lui, a été surtout transmis par enseignement oral, et par des conseils donnés à ses proches qui venaient les lui demander.
Deux volumes de ses citations ont été publiés, issus de notes prises par ces personnes. Il a également écrit plusieurs manuscrits qui n'ont pas été publiés, y compris "Kashf ol-haqayeq" (Dévoilement des secrets), traitant de la genèse de l’univers ainsi que de la place et de la destinée de l’homme au sein de cet univers.

### Borhan ol-Haqq (Preuve de Vérité)
En 1963, Ostad Elahi publia son premier livre, Borhan ol-Haqq (Preuve de Vérité), une œuvre théologique qui présente pour la première fois un examen historique et doctrinal documenté et exhaustif de la confession religieuse des Ahl-e Haqq : son développement au cours des siècles, ses principes fondamentaux et le détail de ses rites, considérés jusqu’alors comme secrets. Le livre inclut également les termes ésotériques partagés par le Coran, l'Islam, et les Ahl-e Haqq.

### Hashieh bar Haqq ol-Haqayeq (Commentaire du Livre des Rois de Vérité)
En 1966, il publia son second livre, Hashieh bar Haqq ol-Haqayeq (Commentaire du Livre des Rois de Vérité), où il propose un éclairage sur l’œuvre poétique de son père. Il y expose et y résout quelques difficultés propres au récit mystique : les problèmes liés à la détermination des lieux et des dates, la question de l’historicité des événements relatés, les difficultés conceptuelles qui accompagnent la notion de manifestation divine et, de manière générale, les divers paradoxes que certains récits semblent susciter. L’ensemble de cette analyse tend à montrer que Le livre des Rois de Vérité n’est pas un recueil de légendes, mais qu’il rend compte de réalités spirituelles fondées.

### Marefat ol-Ruh (Connaissance de l’âme)
Sa troisième et dernière œuvre, publiée en 1969 et intitulée Marefat ol-Ruh (Connaissance de l'âme), traite des questions relatives à l’âme, telles que la preuve de son existence, celle de son immortalité, ou encore les différentes étapes qu’elle doit parcourir au cours de ses vies successives avant d’arriver à sa destination finale (perfection). 
Dans cet ouvrage sont également abordées les questions suivantes : l’existence de Dieu, la création, la résurrection corporelle et spirituelle, les séjours supra-terrestres de l’âme, les conceptions transmigrationnistes. Ostad Elahi fait une recension exhaustive des différentes positions et des arguments concernant ces questions eschatologiques, en réfutant au passage un certain nombre d’entre elles, dont la métempsycose.

## Musique
Ostad Elahi commença à jouer du tanbur à l'âge de six ans, et fut un maître reconnu à l'âge de neuf ans.
Il fit revivre cet art ancien, composant plus de 100 pièces originales qu'il utilisa comme bases pour ses improvisations. Ses ornementations et sa technique complexe, qui pour la première fois utilisait les cinq doigts de chaque main, ainsi que les modifications apportées à l'instrument même - pour étendre la palette expressive de l’instrument, il en a doublé la corde aigüe, et cet usage s’est également imposé après lui.- lui ont valu la réputation d'innovateur dans cet art ainsi que le titre de maître du tanbur.
Parallèlement à sa pratique musicale, Ostad Elahi a développé une réflexion sur le rôle de la musique dans la relation qu’entretient l’âme au Divin : sur le chemin qui doit la ramener à son Origine, l’âme trouve dans la musique une nourriture qui renforce son ardeur, en même temps qu’un moyen de communiquer avec le Créateur.
Ostad Elahi lui-même ne jouait jamais en public : il pratiquait la musique dans un but de recueillement, soit seul, soit dans le cadre de réunions restreintes, familiales ou amicales. Les enregistrements qui nous restent de lui ont été réalisés vers la fin de sa vie dans des conditions très précaires, et quasiment à son insu. Ils totalisent environ 40 heures, et ont été en partie édités après sa disparition. Toutefois, son art a marqué profondément ceux qui ont eu l’occasion de l’entendre jouer, parmi lesquels quelques musiciens et artistes de renom.La musique d’Ostad Elahi plonge ses racines dans une tradition musicale demeurée secrète pendant plusieurs siècles. Il s’agit d’une musique originale et singulière, qui se démarque des catégories auxquelles nous sommes accoutumés. Jusqu’à une date récente, cette musique était jouée uniquement dans un contexte de prière et de contemplation.
Depuis la célébration de son centenaire, en 1996, 15 CD ont été mis à disposition du public, ainsi que Music For the Mind, un CD de relaxation contenant des extraits de sa musique mélangés à des sons de faune et de flore.
Ces enregistrements amateurs ont été réalisés dans les années 1960 et 1970, et ont été réédités pour le grand public.
L'une des caractéristiques de la musique d'Ostad Elahi était son improvisation, au sein de laquelle il pouvait assembler différentes pièces aux différents rythmes et tempos tout en conservant un ensemble cohérent.
Le morceau Improvisations de Baba Jalili en Quarte suivi par la Suite de Zang-e Shotori en Seconde, inclus dans le CD 1 de l'album Destinations (Le Chant du Monde, 2008) amplifie cet aspect. Ici, Ostad Elahi saute d'une mélodie à l'autre et mélange le rythme d'une mélodie, dans une autre.
La musique d'Ostad Elahi était aussi bien connue grâce à l'utilisation complexe d'ornementations, ainsi que la densité de ses notes, allant parfois jusqu'à 12 notes jouées à la seconde. Ceci est aisément remarqué dans le morceau Suite Sahari du CD La Musique Céleste d'Ostad Elahi (Le Chant du Monde, 2004), une mélodie jouée à l'aube afin d'éveiller les derviches pour la prière.

## Héritage
Lors de la dernière partie de sa vie, Ostad Elahi était entouré de personnes de différentes affiliations et différents intérêts : l'athée venant pour débattre, le musicien cherchant un conseil technique, l'étudiant souhaitant étendre son champ de recherche, ou encore le simple villageois cherchant une guidance spirituelle. Il les accueillait tous et prenait le temps de satisfaire chacune de leurs requêtes.
Ostad Elahi décéda le 19 octobre 1974, à l'âge de 79 ans. Un mémorial en son honneur, accueillant chaque année des milliers de visiteurs a été construit à Hashtgerd, dans la périphérie de Téhéran.
Après sa mort, ses enseignements et sa philosophie ne furent pas abandonnées ; son fils le Professeur Bahram Elahi (né en 1931), chirurgien infantile et Doyen d'une Faculté de Médecine à la retraite, a écrit plusieurs livres analysant la pensée de son père.
S’inspirant de l’esprit qui anime la pensée d’Ostad Elahi sur les valeurs humaines universelles, une fondation voit le jour en janvier 2000 : la Fondation Ostad Elahi – éthique et solidarité humaine. L’objet de cette fondation reconnue d’utilité publique est d’encourager une réflexion sur les valeurs morales essentielles à la vie en société et de promouvoir l’action éthique au quotidien.

### Le titre «Ostad Elahi»
À sa naissance, Nur Ali portait le nom « Fatollah » et était surnommé « Kuchek Ali », qui signifie « petit Ali ». À ses onze ans, il vécut une transformation spirituelle lors d'une de ses périodes ascétiques avec son père qui le changea profondément. Cet événement mena son père à modifier son nom en « Sayyed Nur Ali ». C'est en 1941, alors qu'il travaillait au Tribunal de Grande Instance de Kermanshah, que Nur Ali changea légalement son nom de famille en « Elahi » .
Après sa mort en 1974, sa sœur Malak Jân Nemati continua son enseignement pendant plus de vingt ans, années durant lesquelles en accord avec les traditions de l'époque, elle marqua le respect qu'elle éprouvait pour son frère en l'appelant « Hazrat-e Ostad », expression difficilement traduisible et dont la traduction littérale donnerait quelque chose comme « Son Excellence le Maître » mais qui, en persan, ne présente pas la même charge grandiloquente. Aussi, lorsqu'en 1995, le Comité d'organisation pour la célébration du centenaire d'Ostad Elahi à Paris, Londres, New-York, Los Angeles et Téhéran dut traduire cette appellation en des termes intelligibles pour les langues et la culture occidentales tout en restant en accord avec la réputation de modestie de d'humilité de Nur Ali Elahi, il aboutit à l'expression « Ostad Elahi ». Cette solution, tout en restant simple dans sa prononciation, maintient le titre de « Ostad » en référence à la maîtrise de Nur Ali Elahi dans les domaines de la Sagesse et de la musique sacrée . Depuis, la plupart des livres et articles faisant référence à Nur Ali Elahi utilisent l'appellation « Ostad Elahi » et c'est à ce jour, le nom sous lequel il est le plus connu.

### Célébration de son centenaire
Ostad Elahi consacra la plus grande partie de sa vie à la connaissance de soi et au mysticisme. En 1995, afin de célébrer son centenaire, des symposiums furent organisés dans les universités de Paris, Londres, Los Angeles, New York, où des personnalités scientifiques, juridiques, littéraires et musicales se rassemblèrent autour du thème "La Spiritualité: Pluralité et Unité." 
De nombreuses présentations sur différents sujets, y compris l'unité des religions, l'éthique, la science, la spiritualité, et la révélation du mysticisme contemporain se sont succédé lors de cet événement.
Avec le parrainage de l'UNESCO et le  Ministère Français de la Culture, en collaboration avec l'Académie de Paris, une exposition de 2 mois a été organisée sur "La Vie et l'Œuvre d'Ostad Elahi" à la Chapelle de la Sorbonne à Paris, du 6 septembre au 31 octobre 1995. L'exposition était divisée en 3 parties distinctes qui retraçaient la chronologie de sa vie : L'Aube (1895-1920), Le Lever (1920-1957), et le Crépuscule (1957-1974). Chacune de ces périodes fut illustrée par une série de textes, de photographies, d'anecdotes autobiographiques ainsi que d'objets personnels permettant à n'importe qui d'apprendre à connaître un peu plus Ostad Elahi ainsi que les différentes périodes de sa vie.
L'exposition comportait également une chambre spéciale consacrée à sa musique, où l'on pouvait entendre les mélodies composées et jouées par Ostad Elahi. Cette musique, jadis réservée à un milieu de dévotion, a été révélée au public pour la première fois lors de cette occasion. Une collection d'instruments traditionnels appartenant à Ostad Elahi et son père, comprenant tanbûrs, setars, et dafs, étaient aussi exposés dans cette chambre.
Hommage musical à Ostad Elahi
Un titre « Hommage à Ostad » a été composé par le contrebassiste français d’origine espagnole, Renaud Garcia-Fons,  et est disponible sur son album « Oriental Bass » paru en 1997 (Enja Records).  
Une version remasterisée a été publiée sur une compilation préparée par l’auteur lui-même « Beyond the double Bass » parue en 2013. Un second titre figure dans cette compilation, intitulée « Voyage à Jeyhounabad ». Elle y évoque le village de naissance d’Ostad Elahi. Dans les liner notes de ce disque, Renaud Garcia-Fons rend hommage  au jeu de luth d’Ostad Elahi et précise son influence sur son propre jeu de contrebasse, tant du point de vue de l’inspiration que de la technique.  (Enja Records).

### Anglais
- Knowing the Spirit. Traduction et introduction de James Winston Morris. (Albany : SUNY Press, 2007)  (ISBN 978-0791468586)
- Words of Faith: Prayers of Ostad Elahi (Paris : Robert Laffont, 1995)  (ISBN 978-2911331022)
- 100 Maxims of Guidance. Introduction de Bahram Elahi. (Paris : Robert Laffont, 1995)  (ISBN 9782911331008)

### Français
- Paroles de Vérité (coll. Spiritualités vivantes, Albin Michel, 2014)  (ISBN 2226253912)
- Connaissance de l'âme. Traduction et introduction de Clara Deville. (L'Harmattan, 2001)  (ISBN 2747504522)
- 100 Maximes de Guidance. (Robert Laffont, 1995)  (ISBN 978-2221082065)
- Confidences Prières d'Ostad Elahi (Robert Laffont, 1995)  (ISBN 978-2221082058)

### Italien
- Pensieri di Luce. (Mondadori, 2000)  (ISBN 978-8804448105)

### Persan
- Borhan-ol Haqq  [Preuve de Vérité] 1re édition, (Tahuri, 1963).
- Hashieh bar Haqq-ol Haqayeq  [Commentaire sur Shahnameh Haqiqat (Le Livre des Rois de Vérité)] (Husseini, 1967).
- Ma'refat-ol Ruh  [Connaissance de l'âme] 1re édition, (Tahuri, 1968).
- Asar-ol Haqq  [Paroles de Vérité] paroles recueillies par B. Elahi, Volume I (Jeyhoun, 1978).
- Asar-ol Haqq  [Paroles de Vérité] paroles recueillies par B. Elahi, Volume II (Jeyhoun, 1991).

### Travaux sur l'œuvre d'Ostad Elahi et sa philosophie

#### Anglais
- Fundamentals of the process of spiritual perfection, a practical guide, By Bahram Elahi (Monkfish Book – 2022)  (ISBN 978-1-948626-61-3)
- Shifting Perspectives: Changing Your Outlook for Positive Results. By Olivier Brizevac and Emmanuel Comte, translated by Benjamin Ivry. (New York: Paraview, 2007)  (ISBN 978-0976498650)
- Ostad Elahi on Spirituality in Everyday Life. By James W. Morris. (Public Lecture presented at University of California at Santa Barbara, Department of Religion, May 2, 2007)
- Overcoming Jealousy. By Beatrice Guernier and Agnes Rousseau, translated by Benjamin Ivry. (New York, Paraview, 2006)  (ISBN 978-0976498643)
- The Path of Perfection. By Bahram Elahi. (New York: Paraview, 2005)  (ISBN 978-0976498605)
- Orientations: Islamic Thought in a World Civilization. By James Winston Morris. (Archetype, 2004)  (ISBN 978-1901383102)
- The Spirit of Sounds: The Unique Art of Ostad Elahi. By Jean During. (New York: Cornwall Books, 2003)  (ISBN 978-0845348840)
- Medicine of the Soul: Foundations of Natural Spirituality. By Bahram Elahi. (New York: Cornwall Books, 2001)  (ISBN 978-0845348758)
- Spirituality is a Science: Foundations of Natural Spirituality. By Bahram Elahi. (New York: Cornwall Books, 1999)  (ISBN 978-0845348680)
- Foundations of Natural Spirituality: A Scientific Approach to the Nature of the Spiritual Self. By Bahram Elahi (Dorset: Element Books, 1998)  (ISBN 978-1862042384)
- "Symposium on Spirituality Celebrates the Centennial of Ostad Elahi." In UNESCO News, Vol. 2, No. 6, (November 10, 1995)
- The Life and Work of Ostad Elahi. Directed by Marion Sarraut. (A video published on the occasion of his centenary in 1995)
- "Unicity" A Collection of Photographs of Ostad Elahi 1895-1974. [Centennial Commemoration Volume] (Paris: Robert Laffont, 1995)  (ISBN 978-2911331015)
- The Way of Light. By Bahram Elahi. (Dorset: Element Books, 1993)  (ISBN 978-1852303815).

#### Français
- Fondamentaux du perfectionnement spirituel ; le guide pratique. Bahram Elahi. (Paris:  Dervy, 2019)  (ISBN 979-10-242-0412-3)
- La Voie de la Perfection. Bahram Elahi. réédition enrichie (Paris: Albin Michel, 2018)  (ISBN 978-2226400505)
- Marin, Soudabeh (2012), Ostad Elahi et la tradition. Droit, philosophie et mystique en Iran (Volume 1, consacré à la généalogie, à la biographie et à la philosophie du droit d’Ostad Elahi), 2e édition, Bruxelles, Safran (éditions), 2012, 430 p. (ISBN 978-2-87457-061-2)
- Marin, Soudabeh (2012), Ostad Elahi et la modernité. Droit, philosophie et magistrature en Iran (Volume 2, consacré à la carrière professionnelle d’Ostad Elahi au sein du Ministère de la Justice en Iran), 2e édition, Bruxelles, Safran (éditions), 2012 (ISBN 978-2-87457-062-9)
- Vérité et jugement: Ostad Elahi, juge et philosophe iranien (1895-1974). S. Marin. Thèse de l'Université de Paris-X, Nanterre (2006)
- Marin, Soudabeh (2006), « Les mécanismes et les effets de la médisance selon Ostad Elahi » in La médisance, Reims, Presses Universitaires de Reims, pp. 519-532,  (ISBN 2-915271-12-7).
- Ostad Elahi et les droits de l'homme: Ethique et modernité, in Le Code civil et les droits de l'homme, textes réunis et publiés par Jean-Luc Chabot, Philippe Didier, Jérôme Ferrand, (Paris: L'Harmattan, 2005) pp. 418–434.  (ISBN 2747588939)
- Une philosophie du droit en Islam? Un exemple iranien, Journées de la recherche en théorie et philosophie juridiques et politiques, p.23
- La Voie de la Perfection. Bahram Elahi. (Paris: Albin Michel, 2002)  (ISBN 978-2226132604)
- L'éveil de l'intelligence spirituelle et les dimensions du processus éthique selon Ostad Elahi in Dieu a-t-il sa place dans l'éthique ?, James Morris, James  (Paris: L'Harmattan, 2002) pp. 86-96.  (ISBN 2747521680)
- L'âme des sons. Jean During. (Gordes: Editions du Relié, 2001)  (ISBN 978-2909698717)
- Le rôle de la traduction et de l'interprétation du droit en Iran dans la première moitié du XXe siècle: l'exemple d'Ostad Elahi (1895-1974), S. Marin and F. Ameli. Droit et Cultures, Revue trimestrielle d'anthropologie et d'histoire, publiée avec le concours du CNRS, 44/2001, pp. 183–201.
- Médecine de l'âme. Bahram Elahi. (Paris: Editions Dervy, 2000)  (ISBN 978-2844540232)
- Elahi, Bahram (1997a) La spiritualité est une science, Paris, Editions Dervy,  (ISBN 978-2850769276)
- Elahi, Bahram (1997b), « Interview de B. Elahi » in L'être et l'esprit, décembre 1997.
- Fondements de la Spiritualité Naturelle. Bahram Elahi. (Paris: Editions Dervy, 1996)  (ISBN 978-2850768606)
- Le Spirituel: Pluralité et Unité [The Acta of the Symposium, "Spirituality: Plurality and Unity"] (Presses de l'Université de Paris-Sorbonne, 1996)
- La Pensée d'Ostad Elahi. In Le Spirituel: pluralité et unité, actes du symposium (Cahiers d'Anthropologie Religieuse, ed. M. Meslin, volume 5), 137-147 (Presses de l'Université, 1996)
- De l'unité des religions et Conclusion. André Chouraqui. Cahiers d'Anthropologie Religieuse, n° 5, under the direction of Professor Michel Meslin, University of Paris-Sorbonne Press, 1996, pp. 25–33, 187-88
- Éthique et droit. F. Terre, Symposium in French Supreme Court (Sept. 1995), in Cahiers d'Anthropologie Religieuse, n° 5, under the direction of Professor Michel Meslin, University of Paris-Sorbonne Press, 1996, pp. 179–186.
- Musique Et Mystique Dans Les Traditions de L'Iran. By Jean During. (Paris: Institut français de recherche en Iran, 1989)  (ISBN 978-9068311914)
- Le Chemin de la Lumière, Bahram Elahi. (Parsi: Albin Michel, 1985)  (ISBN 978-2226024671)
- Comte, Emmanuel (2008), La pensée d'Ostad Elahi en 7 points, France, http://www.e-ostadelahi.fr/eoe-fr/la-pensee-dostad-elahi-en-7-points.
- During, Elie (2000), « Descartes et Ostad Elahi : spiritualité et médecine de l'âme » in L'Esprit cartésien, (XXVIe Congrès de l'Association des Sociétés de Philosophie de Langue Française), tome 2, Paris, Vrin, pp. 538-542.
- Hebding, Rémy (1995), « Rencontre avec Bahram Elahi : pour une spiritualité pratique » in Réforme numéro 2649.

#### Allemand
- Medizin der Seele. Bahram Elahi. (Wien: Ibera Verlag, 2007)  (ISBN 978-3850521574)
- Spiritualität ist eine Wissenschaft. Bahram Elahi. (Wien: Ibera Verlag, 2001)  (ISBN 978-3850521123)
- Grundlagen Natürlicher Spiritualität. Bahram Elahi. (Wien: Ibera Verlag, 1999)  (ISBN 978-3900436858)
- Weg und Vollendung. Bahram Elahi. (München : Heyne, 1995)  (ISBN 978-3453087446).

#### Italien
- La Via della Perfezione. Bahram Elahi. (Astrolabio Ubaldini, 2004)  (ISBN 978-8834006993)
- L'anima dei suoni. Jean During, traduzione italiana a cura di Tullio Visioli. (Éditions Chemins de tr@verse, 2011)  (ISBN 978-2-313-00297-1).

#### Polonais
- Droga do doskonałości. Bahram Elahi. (Warszawa: Nowe Wydawnictwo Polskie, 1991)  (ISBN 978-8385135074).

#### Grec
- Ή ὁδὸς τῆς τελειότητας. Bahram Elahi. (Εκάτη, 1994).

## Discographie
- L’éphémère et l’éternel (2022), CMT 7743020 - Le Chant du Monde – Harmonia Mundi
- Mon Commencement et Ma Fin (2019), Le Chant du Monde – Harmonia Mundi / The Metropolitan Museum of Art
- Résilience (2019), Le Chant du Monde – Harmonia Mundi / The Metropolitan Museum of Art
- The Sacred Lute: The Art of Ostad Elahi (2014), Le Chant du Monde (comprenant deux CD)
- Présence(2014), Le Chant du Monde
- Awakening (2014), Le Chant du Monde
- Destinations (2008), CMT 774 1626 Le Chant du Monde (comprenant deux CD)
- Danses célestes (2005), CMT 774 1327 Le Chant du Monde
- Cascade (2002), CMT 774 1150 Le Chant du Monde
- Oraison mystique (2000), CMT 774 1137 Le Chant du Monde
- Une épopée spirituelle (1998), CMT 774 1432 Le Chant du Monde
- Harmonies célestes (1999), CMT 774 1122 Le Chant du Monde
- Les chemins de l'Amour divin (1997), CMT 774 1083 Le Chant du Monde
- Dialogue avec l'Aimé (1997), CMT 774 1100 Le Chant du Monde (Sorti initialement en 1995 sous La Musique Céleste d'Ostad Elahi, Vol. II)
- La musique céleste d'Ostad Elahi (1996), CMT 774 1026 Le Chant du Monde (Sorti initialement en 1995 sous La musique céleste d'Ostad Elahi, Vol. I)